# Chlamydomonas vernalis
Chlamydomonas vernalis là một loài tảo trong họ Chlamydomonadaceae, thuộc chi Chlamydomonas.